# West Coast Wailers
West Coast Wailers est un album de Jazz West Coast, du trompettiste Conte Candoli et du pianiste Lou Levy.

## Titres
- Atlantic 1268
  - 01. Lover Come Back to Me
  - 02. Comes Love
  - 03  Lover Man
  - 04. Pete's Alibi
  - 05. Cheremoya
  - 06. Jordu
  - 07. Flamingo
  - 08. Marcia Lee

## Personnel
La session est enregistrée par un quintette composé de Conte Candoli (tp), Bill Holman (ts), Lou Levy (p), Leroy Vinnegar (b) et Lawrence Marable (d).

## Discographie
- 1955, Atlantic 1268 (LP)

## Référence
- Liner notes de l'album Atlantic